# Lee Chapel
La Lee Chapel est une chapelle située sur le campus de la Washington and Lee University de Lexington en Virginie.
Elle porte le nom de Robert Lee qui est à l'origine de la construction et qui est président de l'université après la guerre de Sécession. Ce serait vraisemblablement l'œuvre de son fils George Washington Custis Lee.
À la mort de Robert Lee, il a été enterré sous la chapelle dans une crypte et un monument (un gisant) lui a été consacré à l'intérieur du bâtiment. D'autres personnes de sa famille sont aussi enterrées dans la crypte.
Elle est inscrite au Registre national des lieux historiques et est un National Historic Landmark.

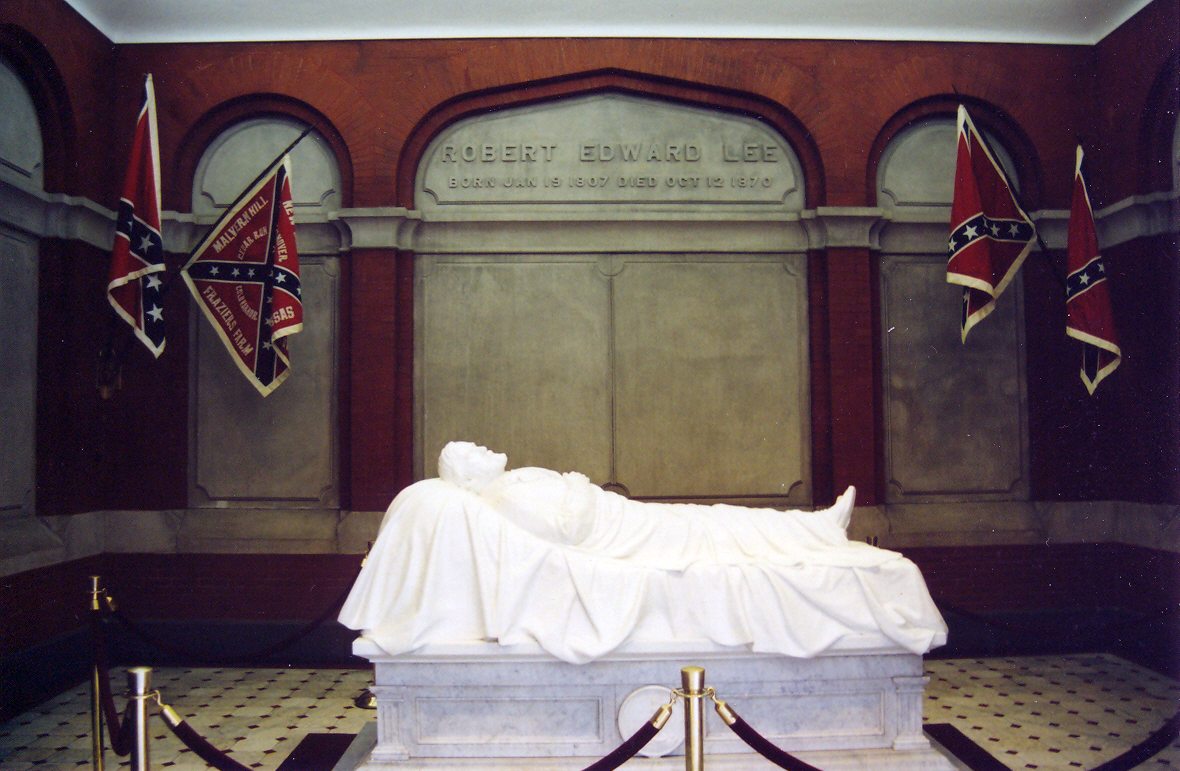
Gisant de Robert Lee.